# Aitne (satélite)
Aitne (Júpiter XXXI) é um pequeno satélite natural do planeta Júpiter com apenas 3 km de diâmetro, descoberto em 9 de dezembro de 2001 por Scott S. Sheppard, David C. Jewitt e J. Kleyna.